# 丁殿寧
丁殿寧（1787年—1830年），后改名丁殿祥，字靖远，号菘生，青州回族人。清朝軍事將領、武狀元。

## 生平
嘉慶十八年，鄉試中舉；嘉慶十九年，登甲戍科進士一甲第一名，授一等侍衛，后改陸安遊擊，升任廣西參將、义宁协镇，协办阅兵大臣。诰封武功將軍。并善於書法。道光十年，因病去世。